# Eriosema adamii
Eriosema adamii är en ärtväxtart som beskrevs av Jacq.-fel. Eriosema adamii ingår i släktet Eriosema och familjen ärtväxter. Inga underarter finns listade i Catalogue of Life.